# 小行星9889
小行星9889（英語：9889）是一颗围绕太阳公转的小行星。1995年3月28日，上田清二、金田宏在钏路市发现了此天体。
这颗小行星的绝对星等为292.37073等。